# Emilie Třísková
Emilie Třísková (* 14. srpna 1962 Český Brod) je česká politička a pracovnice v oblasti sociálních služeb, v letech 2014 až 2020 senátorka za obvod č. 42 – Kolín, v letech 2012 až 2020 zastupitelka Středočeského kraje (z toho v letech 2014 až 2016 také radní kraje), v letech 2002 až 2018 zastupitelka města Poděbrady (v letech 2007 až 2010 místostarostka města), bývalá členka ČSSD.

## Život
Vystudovala střední odbornou školu s maturitou. Následně pokračovala v postgraduálním studiu v oblasti domácí zdravotní péče, konkrétně geriatrie v Brně.
V roce 1981 začala pracovat jako zdravotní sestra, byla zaměstnaná v několika zdravotnických a sociálních zařízeních (mimo jiné jako vrchní sestra v pečovatelské službě či později jako ředitelka pečovatelské služby okresu Nymburk).
Je ředitelkou obecně prospěšné společnosti Centrum sociálních a zdravotních služeb Poděbrady. Angažuje se v Asociaci poskytovatelů sociálních služeb ČR (sociální oblast, zdravotní oblast – terénní sociální a zdravotní služby).
V roce 2005 obdržela Zvláštní ocenění za mimořádný přínos v oboru gerontologie, v roce 2011 jí pak byla udělena Cena sympatie, která je předávána v rámci Ceny kvality v sociálních službách. Obdržel rovněž „Křišťálový štít“ města Poděbrady za dlouholetou a obětavou práci v sociální oblasti.
Emilie Třísková je vdaná a má dvě děti, žije v Poděbradech.

## Politické působení
Do politiky vstoupila, když byla v komunálních volbách v roce 2002 zvolena za ČSSD do Zastupitelstva města Poděbrady na Nymbursku. Mandát zastupitelky města pak obhájila jak ve volbách v roce 2006, tak v roce 2010. Na konci října 2007 byla navíc zvolena 2. místostarostkou města, funkci vykonávala do roku 2010. Od roku 2010 pak působí jako předsedkyně Sociálně zdravotní komise města Poděbrady. V komunálních volbách v roce 2014 opět kandidovala do poděbradského zastupitelstva za ČSSD a uspěla. Ve volbách v roce 2018 již nekandidovala.
V krajských volbách v roce 2008 kandidovala za ČSSD do Zastupitelstva Středočeského kraje, ale neuspěla. Členkou středočeského krajského zastupitelstva se tak stala až po volbách v roce 2012. Od roku 2008 vykonává také pozici místopředsedkyně Výboru pro sociální věci Středočeského kraje a od roku 2014 radní kraje pro oblast sociálních věcí. Ve volbách v roce 2016 mandát krajské zastupitelky obhájila, skončila však v pozici radní kraje. Ve volbách v roce 2020 již nekandidovala.
Ve volbách do Poslanecké sněmovny PČR v roce 2010 kandidovala za ČSSD ve Středočeském kraji, ale neuspěla.
Ve volbách do Senátu PČR v roce 2014 kandidovala za ČSSD v obvodu č. 42 – Kolín. Se ziskem 26,11 % hlasů vyhrála první kolo a postoupila tak do kola druhého. V něm poměrem hlasů 56,24 % : 43,75 % porazila člena ODS Milana Raka a stala se senátorkou.
V roce 2019 z ČSSD vystoupila, dále ale zůstala členkou jejího senátorského klubu. Ve volbách do Senátu PČR v roce 2020 obhajovala mandát senátorky jako nezávislá v obvodu č. 42 – Kolín. Se ziskem 11,83 % hlasů skončila na 4. místě a do druhého kola nepostoupila. Mandát senátorky tak neobhájila.